# Giorgio Albani
Giorgio Albani (Monza, Lombardía, 15 de junio de 1929 - Monza, 29 de julio de 2015) fue un ciclista italiano, que fue profesional entre 1949 y 1959. Durante su carrera deportiva consiguió una treintena de victorias, destacando siete etapas en el Giro de Italia y un campeonato nacional en ruta. 
Una vez retirado como ciclista pasó a ejercer tareas de director deportivo durante más de 15 años. Entre los muchos ciclistas a los que dirigió destaca Eddy Merckx en su etapa en el equipo Molteni. 

## Palmarés
- 1950

1.º en la Coppa Agostoni.
Vencedor de una etapa del Giro de Sicilia.
- 1951

1.º en la Milán-Módena.
- 1952

1.º en el Giro del Piemonte.
1.º en el Giro de los Apeninos.
Vencedor de 2 etapas al Giro de Italia.
- 1953

1.º en el Giro de Lazio.
1.º en la Coppa Bernocchi.
Vencedor de una etapa en el Giro de Italia.
Vencedor de una etapa en la Roma-Nápoles-Roma.
- 1954

1.º en el Giro de los Apeninos.
1.º en los Tres Valles Varesinos.
Vencedor de una etapa en el Giro de Italia.
Vencedor de una etapa en la Roma-Nápoles-Roma.
- 1955

Vencedor de una etapa en el Giro de Italia.
- 1956

 Campeón de Italia en ruta.
1.º en el Giro del Veneto.
Vencedor de 2 etapas en el Giro de Italia.
- 1957

1.º en el Giro di Campania.

### Resuldados en el Giro de Italia
- 1950. 46.º de la clasificación general
- 1951. Abandona
- 1952. 10.º de la clasificación general. Vencedor de 2 etapas.
- 1953. 15.º de la clasificación general. Vencedor de una etapa
- 1954. 12.º de la clasificación general. Vencedor de una etapa
- 1955. 39.º de la clasificación general. Vencedor de una etapa
- 1956. 17.º de la clasificación general. Vencedor de 2 etapas
- 1957. 53.º de la clasificación general
- 1958. Fora de control (8.ª etapa)
- 1959. Abandona